# Сіях-Варуд
Сіях-Варуд (перс. سياه ورود) — село в Ірані, у дегестані Аліян, у бахші Сардар-е-Джанґаль, шагрестані Фуман остану Ґілян. За даними перепису 2006 року, його населення становило 712 осіб, що проживали у складі 177 сімей.

## Клімат
Середня річна температура становить 10,63°C, середня максимальна – 27,02°C, а середня мінімальна – -7,02°C. Середня річна кількість опадів – 326 мм.
| Клімат поселення                              | Клімат поселення | Клімат поселення | Клімат поселення | Клімат поселення | Клімат поселення | Клімат поселення | Клімат поселення | Клімат поселення | Клімат поселення | Клімат поселення | Клімат поселення | Клімат поселення | Клімат поселення |
| Показник                                      | Січ.             | Лют.             | Бер.             | Квіт.            | Трав.            | Черв.            | Лип.             | Серп.            | Вер.             | Жовт.            | Лист.            | Груд.            |                  |
| Середній максимум, °C                         | 5,74             | 6,46             | 9,63             | 15,45            | 20,06            | 25,75            | 26,59            | 27,02            | 23,42            | 18,57            | 12,03            | 7,01             |                  |
| Середня температура, °C                       | −0,63            | 0,06             | 3,25             | 9,06             | 13,67            | 19,36            | 21,28            | 21,71            | 18,12            | 13,26            | 6,72             | 1,71             |                  |
| Середній мінімум, °C                          | −7,02            | −6,32            | −3,15            | 2,67             | 7,29             | 12,97            | 15,97            | 16,40            | 12,81            | 7,96             | 1,41             | −3,6             |                  |
| Норма опадів, мм                              | 31               | 31               | 51               | 53               | 31               | 10               | 8                | 7                | 10               | 23               | 29               | 42               |                  |
| Середньомісячна швидкість вітру, м/с          | 1.99             | 2.50             | 2.77             | 2.86             | 2.68             | 2.73             | 2.89             | 2.82             | 2.33             | 2.20             | 1.91             | 2.00             |                  |
| Середньомісячна сонячна радіація, кДж/м²·день | 7451             | 10018            | 12468            | 16590            | 21099            | 25022            | 25745            | 22325            | 18702            | 12869            | 9278             | 7259             |                  |
| --------------------------------------------- | ---------------- | ---------------- | ---------------- | ---------------- | ---------------- | ---------------- | ---------------- | ---------------- | ---------------- | ---------------- | ---------------- | ---------------- | ---------------- |
| Джерело:                                      |                  |                  |                  |                  |                  |                  |                  |                  |                  |                  |                  |                  |                  |